# Moto-Profil
Moto-Profil – polskie przedsiębiorstwo z sektora motoryzacyjnego, specjalizuje się w sprzedaży części do samochodów użytkowych. Od 1993 roku reprezentuje światowych producentów części, akcesoriów, chemikaliów i olejów do pojazdów osobowych i dostawczych. W swojej ofercie posiada także narzędzia warsztatowe oraz rozwiązania informatyczne, takie jak katalog ProfiAuto. Dzięki swojej sieci partnerów handlowych, obejmującej hurtownie i sklepy motoryzacyjne, firma obsługuje ponad 15 000 warsztatów samochodowych w Polsce oraz tysiące serwisów w 25 krajach Europy..
Moto-Profil jest właścicielem marki ProfiAuto – największej w Polsce i jednej z największych w Europie sieci 270 hurtowni, sklepów motoryzacyjnych. Sieć ProfiAuto Serwis zrzesza ponad 3000 serwisów z całej Polski.
Moto-Profil jest jednym z dwóch polskich przedstawicieli TEMOT International, międzynarodowej sieci zrzeszającej największych dystrybutorów części motoryzacyjnych na świecie. Na rzecz branży Automotive Aftermarket (IAM) aktywnie działa także w ramach krajowego Stowarzyszenia Dystrybutorów Części Motoryzacyjnych (SDCM). 

## Struktura organizacyjna
W skład grupy wchodzą spółki: 
- Moto-Profil Sp. z o.o. zajmująca się dystrybucją części i akcesoriów motoryzacyjnych;

- MotoFlota Sp. z o.o. oferująca firmom zarządzanie flotą samochodową oraz zapewniająca kompleksowe usługi serwisowe klientom flotowym.

- ProfiAuto Software House oferująca rozwiązania IT dla klientów z branży aftermarket

Moto-Profil jest właścicielem marek ProfiAuto, ProfiAuto Serwis, ProfiPower, Oyodo, JPN.